# Blang Pateuk
Blang Pateuk is een bestuurslaag in het regentschap Nagan Raya van de provincie Atjeh, Indonesië. Blang Pateuk telt 226 inwoners (volkstelling 2010).